# Oryzalin
L'oryzalin est un pesticide ou plus précisément une substance active herbicide autorisé en 2011
. Cette molécule est un composé organique aromatique de type dinitroaniline, du groupe des phénylamines (ou aminobenzène).
Elle agit en détruisant par dépolymérisation les microtubules des végétaux, bloquant ainsi la capacité des cellules des plantes à maintenir leur anisotropie. Poids moléculaire : 346,36 g mol−1. Son n° CIMAP est : 537.
Il doit faire l'objet d'une évaluation plus complète en Europe avant d'être autorisé sur le marché, conformément aux règlements de la Commission (CE) no 451/2000 et (CE) no 1490/2002 établissant les modalités de mise en œuvre de la troisième phase du programme de travail visé à l’article 8, paragraphe 2, de la directive 91/414/CEE et dressant une liste de substances actives à évaluer en vue de leur éventuelle inscription à l’annexe I de la directive sur les pesticides 91/414/CEE.

## Principe d'action, et résistances
Il a été montré au Canada dès la fin des années 1980 qu'une dépolymérisation rapide des microtubules était active chez toutes les espèces de graminées testées, comme chez le Potamogeton (plante non-graminacée). Par contre, toutes les autres plantes (non-graminacées) testées, monocotylédones ou dicotylédones, ont exigé un temps de traitement plus long pour obtenir une dépolymérisation de la plupart des cellules de l'apex racinaire. La microscopie à immunofluorescence et la microscopie électronique ont permis d'observer le phénomène de dépolymérisation chez Zinnia elegans, plante très sensible à ce désherbant, mais aussi chez certaines plantes résistantes (par ex : Lolium rigidum) un phénomène de repolymérisation des microtubules au fur et à mesure de l'exposition, avec chez les plantes sensibles un blocage de la reproduction cellulaire.
Dans l'apex radiculaire coexistent différents types de tubules, qui ne sont pas également sensibles au désherbant. Les microtubules polaires des cellules mitotiques y sont les plus sensibles, devant (par ordre de résistance croissante) les groupes d'interphase, les bandes de préprophase et les phragmoplastes puis les microtubules des kinétochores.

## Toxicologie
En laboratoire, l'oryzalin (à 24 °C, pH 7,1) semble avoir une affinité et une activité dépolymérisante pour les tubulines végétales et non pour la tubuline de cellules de cerveau de bovin ni pour d'autres protéines testées.

## Écotoxicologie
L'oryzalin se lie à la tubuline de plantes, mais aussi de protozoaires,.
Certains protozoaires, tel le parasite Toxoplasma gondii faisant néanmoins preuve de résistance (processus de sélection et adaptation génétiques étudiés aux États-Unis).
C'est un polluant trouvé en quantité significative là où il est utilisé, par exemple sur les bords d'autoroutes nord-américaines à des taux atteignant 200 μg/l dans l'eau de ruissellement agricole aux États-Unis où ce produit est autorisé comme désherbant (alors que les maxima pour le diuron et glyphosate étaient de 10 μg/l).

## Histoire et parcours législatif
Le notifiant (producteur) avait d'abord renoncé à sa demande d'inscription de cette molécule à l’annexe I de la directive 91/414/CEE, comme l'y autorisait -  dans les deux mois qui ont suivi la réception du projet de rapport d’évaluation - l’article 11 séries du règlement (CE) no 1490/2002. La Commission européenne, le 5 décembre 2008, a donc décidé de ne pas inscrire cette substance active à l’annexe I de la directive 91/414/CEE du Conseil et le retrait des autorisations de produits phytopharmaceutiques contenant ces substances a été adopté pour la non-inscription de l’oryzalin.
Le même notifiant a ensuite changé d'avis et demandé l'application de la procédure accélérée, demande transmise à la France (État membre désigné rapporteur par le règlement (CE) no 1490/2002). La France a produit un rapport complémentaire envoyé à l’Autorité européenne de sécurité des aliments  et à la Commission (le 17 août 2009), qui a servi à produire l'évaluation par cette autorité. Les autres états et le comité permanent de la chaîne alimentaire et de la santé animale ont pu examiner ce dossier, pour - le 28 janvier 2011 - produire un rapport de réexamen de la Commission qui a conclu que l'oryzalin pouvait être inscrit, après un certain délai à l’annexe I, ce qui implique que des pesticides contenant cette substance pourront être autorisés dans les États-membres de l'Europe.
Des données complémentaires ont néanmoins été demandées sur :
- certaines impuretés dans le produit « qui pour des raisons de confidentialité sont appelées impuretés 2, 6, 7, 9, 10, 11 et 12 » [1]. Le produit présenté pour autorisation avait un degré de pureté ≥ 960 g·kg-1 N-nitrosodipropylamine: ≤ 0,1 mg·kg-1 et toluène : ≤ 4 g·kg-1 ;
- une confirmation de pertinence des échantillons qui ont servi aux essais de toxicité[1] ;
- une confirmation de l’évaluation des risques pour les organismes aquatiques[1].

Si l'oryzalin est classé en tant que substance «susceptible de provoquer le cancer» , les gouvernements souhaitant l'autoriser devront demander des informations complémentaires confirmant l’importance des métabolites OR13 (2-éthyl-7-nitro-1-propyl-1H-benzimidazole-5-sulfonamide) et OR15 (2-éthyl-7-nitro-1H-benzimidazole-5-sulfonamide.), ainsi que l’évaluation correspondante des risques pour les eaux souterraines.
Les États-membres ont normalement six mois (après l’inscription) pour réétudier les autorisations existantes des produits phytopharmaceutiques contenant de l’oryzalin, conformément à la directive 91/414/CEE. Ici, le délai sera plus long pour la présentation et l’évaluation du dossier complet de « chaque produit phytopharmaceutique pour chaque utilisation envisagée, conformément aux principes uniformes énoncés dans la directive 91/414/CEE ». Ils doivent, avant le 30 novembre 2011, vérifier que l'oryzalin respecte la législation « et que le détenteur de l’autorisation possède un dossier, ou a accès à un dossier, satisfaisant aux exigences de l’annexe II de ladite directive conformément aux conditions de l’article 13 de celle-ci ». Au vu des évaluations, les États-membres pourront autoriser ou interdire les produits contenant de l'oryzalin jusqu'au 31 mai 2015. L'inscription vaudra jusqu'au 31 mai 2021 maximum et seul l'usage comme désherbant sera autorisé.